# Carl Osburn
Carl Townsend Osburn (Jacksontown, 5 maggio 1884 – St. Helena, 28 dicembre 1966) è stato un tiratore a segno e ufficiale statunitense, della United States Navy.

## Carriera
Dopo essersi diplomato alla United States Naval Academy nel 1907, arrivò a raggiungere il grado di comandante nel corso della sua carriera militare. Gareggiò ai Giochi olimpici estivi nel 1912, nel 1920 e nel 1924, vincendo in totale 11 medaglie olimpiche (5 ori, 4 argenti e 2 bronzi). Con questo record di medaglie, è il miglior tiratore nella storia delle Olimpiadi moderne ed è stato per lungo tempo (prima dell'avvento di Michael Phelps) il miglior atleta maschile statunitense di tutti i tempi in termini di medaglie complessive vinte (eguagliato in seguito da Mark Spitz e Matt Biondi).

## Palmarès
- Stoccolma 1912:
  -  Medaglia d'oro (carabina militare a squadre)
  -  Medaglia d'argento (carabina militare 600 metri)
  -  Medaglia d'argento (carabina militare 3 posizioni)
  -  Medaglia di bronzo (carabina piccola a squadre)
- Anversa 1920:
  -  Medaglia d'oro (carabina libera a squadre)
  -  Medaglia d'oro (carabina militare a terra 300 metri a squadre)
  -  Medaglia d'oro (carabina militare in piedi 300 metri individuale)
  -  Medaglia d'oro (carabina militare a terra 300/600 metri a squadre)
  -  Medaglia d'argento (carabina militare in piedi 300 metri a squadre)
  -  Medaglia di bronzo (bersaglio mobile a squadre)
- Parigi 1924:
  -  Medaglia d'argento (fucile a terra individuale)